# Едгар Аллан По
Е́дгар А́ллан По (англ. Edgar Allan Poe МФА: [ˈɛdgɚ ˈælən ˈpoʊ̯] Е́дгар Е́лан По́у; 19 січня 1809 — 7 жовтня 1849) — американський письменник, поет, есеїст, драматург, літературний редактор і критик, один із провідних представників американського романтизму.
Найвідоміший своїми макабричними (в стилі жахів) і містичними оповіданнями.
Едгар По був одним із перших американських професіоналів короткого оповідання (новели) і засновником детективного жанру. Шанований за внесок у народження жанру наукової фантастики. Він був першим відомим американським письменником, який намагався заробляти винятково творчістю, тому впродовж життя По потерпав від матеріальної скрути, адже його твори не були адекватно оцінені сучасниками.

## Біографія

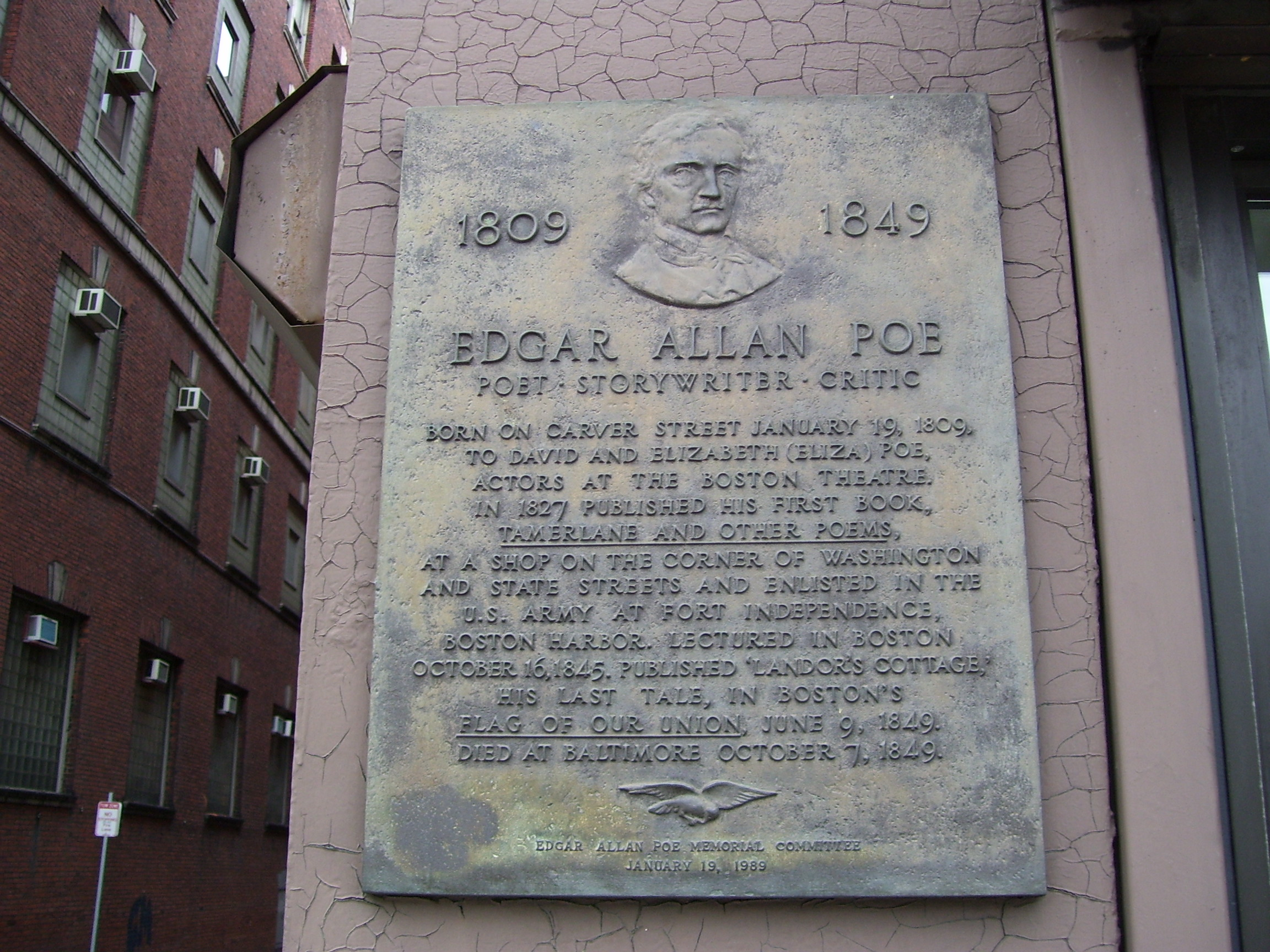
Ця меморіальна дошка вказує на приблизне місце народження Едгара Аллана По.

### Молоді роки
Народився в Бостоні штат Массачусетс у шотландсько-ірландській родині.
Син акторки Елізабет Арнольд Гопкінс По і актора Девіда По-молодшого. Середній з трьох дітей: старший брат — Вільям Генрі Леонард По, молодша сестра — Розалія По. Можливо, Едгара назвали на честь персонажа трагедії Вільяма Шекспіра «Король Лір», в якій у 1809 році грали батьки письменника

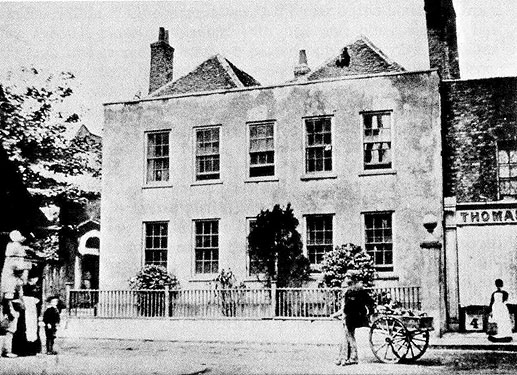
Школа Едгара По в Сток-Ньюінгтоні, Англія, 1860-і

Його батько покинув сім'ю у 1810 році. Коли Едгару було лише два роки, його мати й батько майже одночасно померли від сухотів, залишивши трьох дітей. Едгара взяв до своєї сім'ї Джон Аллан, успішний шотландський купець з Ричмонда штат Вірджинія, який торгував тютюном, одягом, пшеницею, надгробними плитами та іншими товарами. Меншу дитину — шотландець Меккензі, а старшого хлопчика Вільяма взяв дід, генерал По. Друге (середнє) ім'я По, яке він прийняв на знак поваги до сім'ї Аллана (хоча ніколи не був формально всиновлений), часто (навіть в енциклопедіях) помилково подається як «Аллен» (насправді має бути саме «Аллан»).
Сім'я Алланів охрестила в 1812 році юного Едгара як вірного єпископальній церкві, і Джон Аллан одночасно розпещував і агресивно дисциплінував свого прийомного сина. Його названа мати любила хлопчика до самої своєї смерті. У віці п'яти-шести років Едгар умів читати, писати, малювати, декламувати вірші на розвагу гостей за обідом. Він був одягнений, як маленький принц, мав поні, на котрому їздив верхи, мав власних собак, які супроводжували його, і ліврейного грума; завжди мав у достатній кількості кишенькові гроші, і в дитячих іграх у нього завжди була якась улюблениця, яку він засипав подарунками. Він, його дружина Франческа Аллан і Едгар 1815 року здійснили подорож до Англії. Едгар недовго відвідував школу латинської граматики в рідному місті вітчима Ірвін (Шотландія). 1816 року сім'я переїхала до Лондона. Едгар навчався в школі-інтернаті в Челсі до літа 1817 року. Потім вступив до «Школи Маєтку превелебного Джона Бренсбі» (Reverend John Bransby's Manor House School) у Стоук Ньюінґтоні (тоді містечко за 6 кілометрів від Лондона).

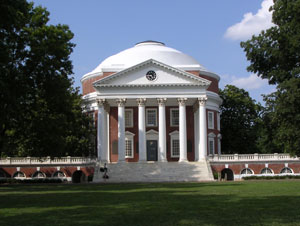
Будівля Університету Вірджинії, в якому навчався Едгар Аллан По

1820 року Едгар разом з Алланами повернувся до Ричмонда. Тут у По з'явилися нові друзі, з якими він мандрував, у тому числі, й на човнах. У ньому рано прокинувся інтерес до пригод, пристрасть до всього незазнаного. Після повернення з Англії Едгара віддали до Англійської класичної школи, де дуже добре викладали англійську літературу, що стимулювало творчий талант Едгара. До 13-14 років його поетичні спроби набули зрілості. 1824 року По був лейтенантом почесної варти Ричмонда під час святкування приїзду до міста маркіза де Лафаєта. У березні 1825 року помер дядько Джона Аллана Вільям Гейт, який вважався одним із найбагатших мешканців Ричмонда і залишив Алланам кілька акрів землі. Спадок оцінювався в близько $750 000. Влітку 1825 року, Аллан відсвяткував збільшення своїх статків придбанням двоповерхового цегляного будинку, що мав назву «Молдавія». Можливо, По був заручений з Сарою Ельмірою Ройстер перш ніж у лютому 1826 року його прийняли до Університету Вірджинії, де він мав вивчати мови. Навчальний заклад був створений на ідеалах свого засновника, Томаса Джефферсона. Були встановлені жорсткі правила, щодо азартних ігор, коней, зброї, тютюну і алкоголю, але вони в більшості випадків ігнорувалися. Джефферсон впровадив систему студентського самоврядування, згідно з якою студенти могли самостійно обирати предмети і доповідати про всі порушення дисципліни на факультеті. Єдина в своєму роді система все ще знаходилася в повному безладі й в університеті був високий відсоток студентів, що самі покидали навчання. Під час свого перебування там По порвав із Сарою і постійно конфліктував із прийомним батьком через гральні борги. Едгар По заявив, що Джон Аллан надає йому недостатньо коштів для оплати занять та гуртожитку. Аллан вислав додаткові гроші, але й борги По збільшилися. Після року навчання Едгар По покинув університет, відчуваючи, що на нього ніхто не чекає у Ричмонді (особливо після того, як його кохана Сара одружилася з Александером Шелтоном), він у квітні 1827 року вирушив до Бостона, по дорозі перебиваючись заробітками як клерк або журналіст, у якийсь момент почав використовувати псевдонім Анрі Ле Реннет. Вперше чітко й різко виявив себе основний конфлікт у житті Едгара Аллана По — конфлікт творчої, шляхетної особистості й грубого гендлярського утилітаризму, що все підпорядковує зиску. Те, що було сконцентровано в натурі та поводженні опікуна, незабаром стало для Едгара системою непохитних сил, що виражають провідні інтереси й тенденції американського суспільства.

### Військова кар'єра

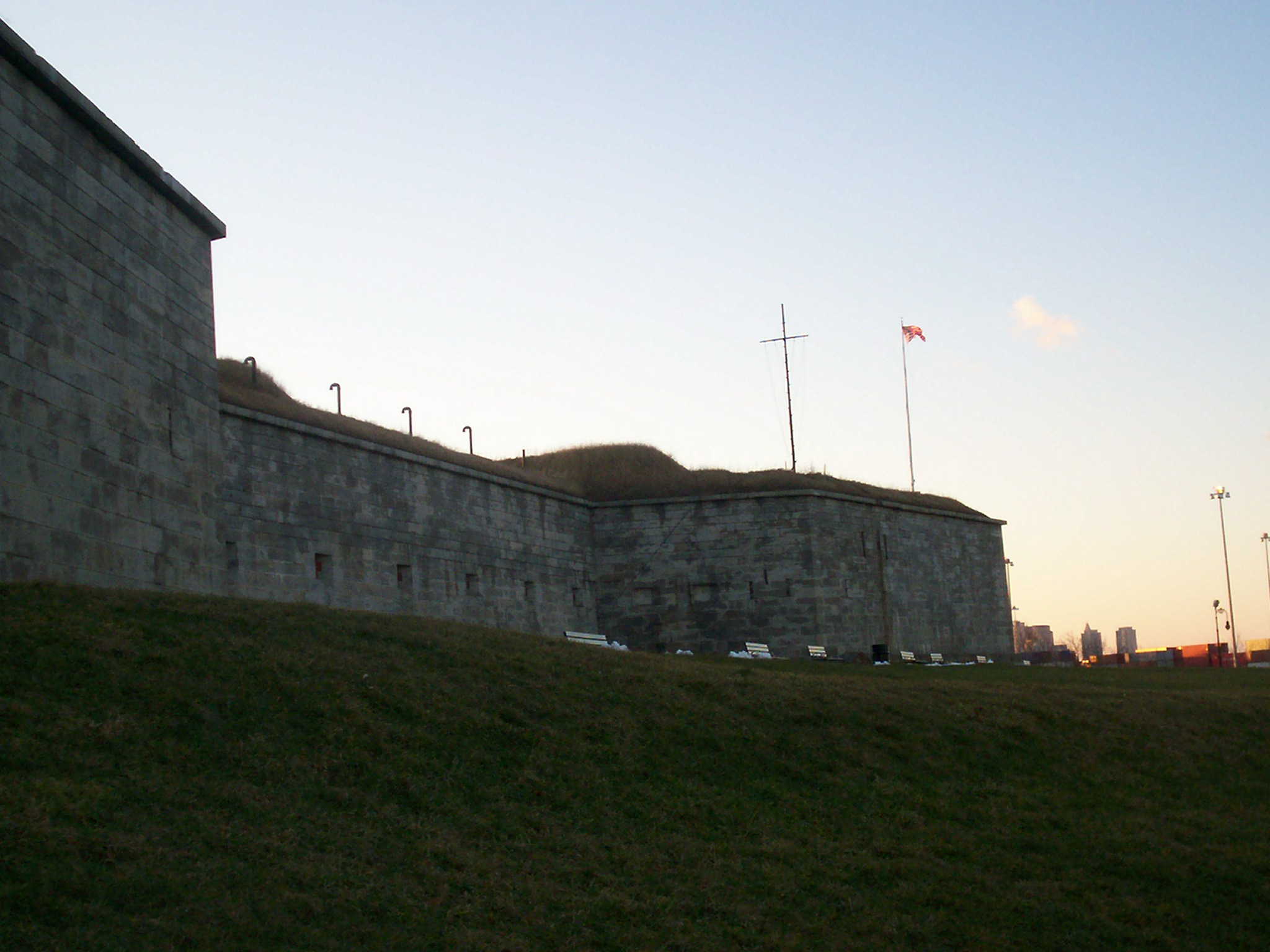
Форт Незалежності, в якому певний час служив Едгар По.

Не в змозі утримувати себе фінансово, 27 травня 1827 року По завербувався рядовим до лав армії Сполучених Штатів, використовуючи ім'я «Едгар А. Перрі». Він заявляв, що йому 22 роки, хоча на той час його справжній вік становив 18.
Спочатку він служив у Форті Незалежності, на Бостонській гавані за 5 доларів на місяць. У тому ж році вийшла його перша книга, 40-сторінкова збірка віршів «Тамерлан та інші вірші», підписана псевдонімом «Бостонець». Було надруковано лише 50 примірників і публіка зустріла її прохолодно. Військо, в якому служив Едгар Аллан По, передислокували до форту Молтрі, в Чарльстоні, Південна Кароліна. Едгара підвищили у званні до артилерійського техніка, майстра робочої спеціальності, який підготовлював снаряди для артилерії. Його щомісячна заробітна плата зросла майже удвічі. Після двох років служби й досягнення рангу сержанта артилерії (найвище звання, яке може досягти унтер-офіцер), По вирішив завершити своє служіння Батьківщині, яке мало тривати 5 років, раніше. Він відкрив своє справжнє ім'я і становище своєму командиру, лейтенантові Говарду. Говард міг його відпустити лише тоді, коли за нього попросить опікун Джон Аллан. Кількома місяцями пізніше йому було відмовлено в допомозі, можливо, Аллан навіть не повідомив Едгару про хворобу його прийомної матері. Френсіс Валентина По померла 28 лютого 1829 року. Напевно, пом'якшений втратою дружини, Джон Аллан вирішив підтримати спробу По піти з армії, щоб служити у Військовій академії США у Вест-Пойнті.
По остаточно був демобілізований 15 квітня 1829 року після того, як була забезпечена його заміна в особовому складі. Перед вступом до Вест-Пойнту, По на деякий час повернувся до Балтимора, щоб побачитися зі своєю овдовілою тіткою Марією Клем, її дочкою Вірджинією Елізою Клем, своїм братом Генрі та хворою бабусею Елізабет По. Тим часом в 1829 році в Балтиморі він опублікував свою другу книгу «Аль-Аарааф, Тамерлан і малі вірші».
По відбув до Вест-Пойнта й 1 липня 1830 року був прийнятий до академії. У жовтні 1830 року Джон Аллан вдруге одружився з Луїзою Паттерсон. Одруження і круті суперечки з По через народження позашлюбних дітей призвели до того, що прийомний батько відрікся від По. Едгар вирішив покинути Вест-Пойнт, навмисно потрапивши під військовий трибунал. 8 лютого 1831 року він спробував грубо не виконувати обов'язки, не підкорюватися наказам та не відвідувати заняття і церкву. По спеціально звернувся з проханням не відраховувати, знаючи, що його визнають винним.
Він вирушив до Нью-Йорка в лютому 1831 року й видав третю збірку поезій з назвою «Поеми Едгара А. По. Друге видання». Книжка була видана на кошти, зібрані серед товаришів, з якими навчався у Вест-Пойнті, сума становила 170 доларів. Вони, можливо, сподівалися побачити у збірці памфлети на командирів та викладачів, якими По став відомим ще під час навчання в академії. У книжці було ще раз надруковано вірші «Тамерлан» і «Аль Аарааф» та 6 нових творів. Пізніше, в березні 1831 року, По повернувся до Балтимора. Його старший брат Генрі помер 1 серпня 1831 року через алкоголізм.

### Творча зрілість (1833—1849)

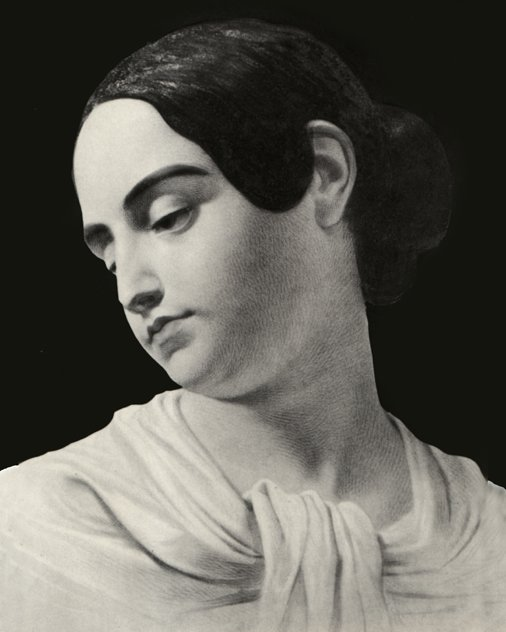
Вірджинія По.

Після смерті брата По вирішив розпочати кар'єру письменника. Це був складний час в американському книговидавництві. Видавцям було вигідніше робити нелегальні копії творів англійських авторів, аніж платити за написання чогось нового в Америці. Становище індустрії значно погіршилося ще й через фінансову кризу 1837 року. З'явилися нові технології друку, які спричинили виникнення величезної кількості періодичних видань і деякі з них взагалі не отримували прибутку через конкуренцію. По впродовж усього подальшого життя доводилося часто принижуватися, беручи гроші в борг.

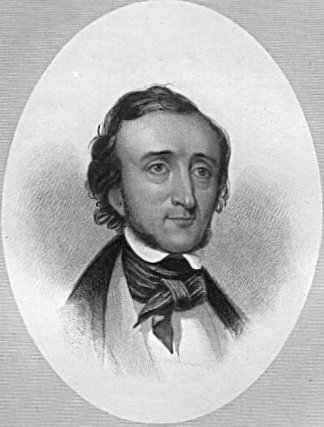
Едгар Аллан По в 1844 році.

Після перших невдалих поетичних спроб По вирішив зосередитися на написанні прози. Він опублікував декілька історій у Філадельфії і почав роботу над єдиною своєю драмою «Politian». У жовтні 1833 року Едгар зі своєю історією «Рукопис, знайдений у пляшці» виграв конкурс, проведений газетою The Baltimore Saturday Visiter. Оповідання привернуло увагу Джона П. Кеннеді, впливової людини в Балтиморі, який порекомендував По Томасу Вайту, редакторові ричмондського журналу «Південний літературний вісник» (Southern Literary Messenger). Переїхавши до Ричмонда, По став помічником редактора, проте за два тижні його впіймали п'яним на роботі та звільнили. Повернувшись до Балтимора, 22 вересня 1835 року, По таємно одружився зі своєю кузиною Вірджинією Клем, яка стала адресатом його найпроникливіших ліричних віршів. Вірджинія була незвичайною людиною, вона «втілювала в собі єдино можливий компроміс із реальністю в його стосунках із жінками,— таких складних і витончених». Йому було 26 років, а Вірджинії лише 13, хоча в свідоцтві про шлюб її вік збільшено на 8 років. Поновлений на посаді після обіцянки Вайтові чемно поводитися, Едгар, Вірджинія та її матір переїхали до Ричмонда. Він працював у Southern Literary Messenger до січня 1837 року. Впродовж цього періоду тираж зріс до 3 500 примірників. По надрукував декілька поезій, ряд критичних статей та оповідань. 16 травня 1836 року на прохання Вірджинії було проведено другу, публічну церемонію одруження.
«Повість про пригоди Артура Гордона Піма» була надрукована й стала широко відомою в 1838 році. Влітку 1839 По обійняв посаду помічника редактора в Burton's Gentleman's Magazine. У цей період написано чимало статей, оповідань і літературних відгуків, які стверджували репутацію По як різкого й чесного критика. По залишив Burton's через рік плідної праці, бо дістав кращу пропозицію від Graham's Magazine.
Одного вечора в січні 1842 року Вірджинія грала на піаніно і співала перед гостями, коли у неї раптово відкрилось кровохаркання. Вона була при смерті через туберкульоз. Засмучений тяжким станом дружини Едгар почав пити ще більше. Надрукований 29 січня 1845 року вірш «Ворон» у нью-йоркській газеті Evening Mirror став літературною сенсацією того року і привернув увагу публіки до творчості По. The Broadway Journal, у якому тривалий час працював письменник у Нью-Йорку, 1846 року збанкрутував. По переїхав до будинку в Бронксі, Нью-Йорк. Цей дім, відомий як «Котедж По» стоїть на південно-східному перетині Кінгсбрідж Роуд і Ґранд-Конкорс (нині 149-та вулиця). У цьому будинку 30 січня 1847 року померла Вірджинія. Смерть дружини стала останньою і непоправною катастрофою життя По, сповненого виснажливої праці, яка не допомагала вибратися з бід, що переслідували його і призвели до душевного зриву й ранньої загибелі.

### Смерть
3 жовтня 1849 року По було знайдено на одній з вулиць рідного Балтимора без свідомості. За словами Джозефа Волкера, чоловіка, що його знайшов, він був «жахливо виснажений і… потребував невідкладної допомоги». Поета було доставлено до клініки Вашингтонського медичного коледжу, де він і помер у неділю 7 жовтня 1849 року о 5 ранку. До своєї смерті він ні разу так і не прийшов цілком до тями, щоб пояснити причину свого критичного стану і те, чому він був одягнутий у чужий одяг. У ніч перед своєю смертю По декілька разів викрикував ім'я «Рейнольдс», хоча так і не стало зрозуміло, що він мав на увазі. Деякі джерела стверджують, що останніми словами письменника, були «Боже, допоможи моїй бідній душі» Усі записи в лікарні, а також свідоцтво про смерть По вважаються втраченими. Причина його смерті досі не з'ясована і може бути пов'язана з тяжкою пневмонією, зловживанням алкоголем, наркотиками, холерою, сказом, самогубством (ймовірно помилкова версія, зважаючи на спроби самогубства в попередні роки), туберкульозом, серцевою недостатністю, крововиливом до мозку та іншими чинниками.
Поховальна церемонія була дуже скромною. 12 жовтня 2009 року шанувальники таланту По влаштували до 200-ї річниці з дня народження письменника та 160-річчя з дня його смерті пишне символічне друге поховання.[неякісне джерело]

### «Стисла біографія»
У день поховання Едгара Аллана По в газеті New York Tribune з'явився великий некролог підписаний ім'ям «Людвіг». Скоро ця замітка поширилася друкованими виданнями всієї країни. Стаття починалася такими словами: «Помер Едгар Аллан По. Він покинув нас позавчора в Балтиморі. Це повідомлення багато кого здивує, але декого серйозно засмутить». Скоро з'ясувалося, що під ім'ям «Людвіг» писав літературний критик, редактор, укладач антологій і давній опонент По, Руфус Вілмонт Грізвольд. Якимось незрозумілим чином Грізвольд став виконувачем духівниці письменника і всіма можливими методами намагався зруйнувати репутацію Едгара По навіть після смерті.
Руфус Грізвольд є автором біографічної статті про По, «Коротка біографія автора», включеної до збірки вибраних творів 1850 року. Грізвольд зобразив По, як розбещеного, вічно п'яного, зіпсованого наркотиками психопата. Як доказ правдивості статті, біограф додавав «листи По». Більшість цих заяв були неправдивими і пояснюються лише особистою неприязню Грізвольда до письменника. Наприклад, зараз відомо, що Едгар По не був залежним від наркотиків. «Коротка біографія» була категорично засуджена товаришами По, але набула значної популярності серед широкого кола читачів. Довгий час саме книга Руфуса Грізвольда була єдиною широкодоступною повною біографією По. Пізніше листи, на які в своєму творі спирався Грізвольд, було визнано підробкою.

## Літературний стиль

### Особливості стилю
Свої твори Едґар По писав, на відміну від більшості американських письменників XIX ст., літературною англійською мовою. Оригінальність його творчості і його літературні герої багатьом європейцям видавалася несумісними з панівним уявленням про унормованість, пуританство, обивательську безбарвність американського суспільства, його раціоналізм й прагматизм, бездуховність, ворожість усьому інтелектуальному. Звідси пішло не раз повторене твердження про чужість По духові Сполучених Штатів. Лаконічно це висловив Бернард Шоу:

| «Як міг з'явитися в Америці цей найвитонченіший художник, справжній аристократ літератури?» |
У цьому твердженні лише частка правди. Хоча він не відтворював у реалістичних образах життя американців, По дуже американський письменник. Як продовжувач прозової традиції свого сучасника Вашингтона Ірвінга і опонент поетів-трансценденталістів, як художник, що відгукувався на читацькі потреби земляків, писав про те, що цікавило і хвилювало саме його співвітчизників, і, нарешті, як автор сатир на американську діловитість, беззастережний оптимізм та хвалькуватість, на пресу і літературу США, він був безперечно національним митцем.
Характерні особливості життя батьківщини відбилися в інтелектуальній своєрідності багатьох його оповідань, у культі раціо, в науково-фантастичній тематиці, особливому інтересі до технічних винаходів, оспівуванні вченого, подорожанина, піонера нових земель. За життя американського майстра незвичність його натури й певна ексцентричність поведінки викликали в багатьох сучасників водночас і заперечення, і хворобливий інтерес. Ось як характеризує Едгара По прихильна до нього близька знайома літераторка Френсіс Сарджент Осгуд:

| «Я завжди вважала його взірцем витонченості, шляхетності і великодушності… Його гарна гордовита голова, темні очі, які блищали сяєвом обраності, сяйвом почуття і думки, його манери — все це було поєднанням невимовної величі та ніжності… Особливою величчю здавалася мені проста й поетична душа Едгара По. Він був веселий, щирий, дотепний, інколи стриманий, чи вередливий, як розбещена дитина, але навіть під час найважчої літературної праці він знаходив ласкаве слово, добру усмішку до лагідної, молодої та обожнюваної дружини і до всіх гостей ставився уважно й люб'язно. Нескінченно годинами проводив він за столом… Завжди старанний, терплячий, записуючи своїм прегарним письмом чудові фантазії, котрі безперервно породжував його блискучий і гострий розум»[50]. |

### Жанри
Едгар Аллан По написав свої найвідоміші твори в готичному жанрі, якого він дотримувався, аби задовольнити смак публіки. Найчастіше в своїх оповіданнях він піднімає питання смерті: її фізична незрозумілість, страх передчасного поховання, реанімація мерців та скорбота. Багато його робіт, як правило, відносять до романтизму, течії, що виникла на противагу трансценденталізму, який По сильно не подобався. Він жорстоко висміював представників цього літературного напрямку. Одного разу в листі до свого товариша По написав, що не любить лише «лицемірів і філософів серед трансценденталістів».
За межами жанру жахів, По також успішно писав гостру сатиру, гумористичні твори та містифікації. Для комічного ефекту він використовував іронію і абсурдну гіперболізацію. Він намагався звільнити пересічного читача від традиційного сприйняття культури.
«Метценгерштайн» — це перше надруковане оповідання По, а також його перша проба пера в жанрі хорору, спочатку твір передбачався, як бурлескне висміювання популярного жанру. По також заново відкрив світу літератури наукову фантастику, критично відреагувавши на появу нових технологій, таких як повітряна куля. Доволі часто зустрічається використання в його творах елементів популярних на той час таких псевдонаук, як фізіогномія та френологія.
По написав більшість своїх творів, використовуючи теми, націлені на вподобання масової аудиторії.

### Літературна теорія
Твори По відбивали його теоретичні літературні погляди, які яскраво показані в його рецензіях і есе, як «Поетичні принципи». Йому не подобався моралізм і алегорія, він вірив, що зміст у літературі повинен бути глибоко прихований під поверхнею. Твори з очевидним, тривіальним розумінням, на його думку, перестають бути мистецтвом. До кінця своїх днів, Едгар По вірив, що письменник повинен враховувати кожне почуття та ідею.
В Едгара По є влучна характеристика власної оповідної манери. В одному з листів він написав: «Ви питаєте мене, в чому полягають їхні характерні особливості. У нісенітницях, доведених до гротеску, у страшному, якому надано відтінок жахливого; в дотепності, піднесеній до ступеня бурлеску, в незвичному, перетвореному на дивне і таємниче».

### Внесок до світової літератури
Едгар Аллан По справедливо вважається основоположником детективної та фантастичної (передовсім, наукової фантастики, містики та фантастики жахів) у США та в Новому світі в цілому. Не меншим є значення По для поезії та малого драматичного оповідання.
Впродовж всього свого життя По був найвідомішим, як літературний критик. Його колега Джеймс Рассел Лоуел назвав його «найбільш специфічним, філософським та безстрашним критиком Америки». Завдяки своїм їдким коментарям По отримав прізвисько «Людина-томагавк». Його улюбленою жертвою критики був бостонський поет Генрі Лонгфелло, якого захищали численні друзі, пізніше ці події отримали назву «Війна з Лонгфелло». По звинувачував Лонгфелло «в моралістичній єресі» та в написанні плагіату. По слушно передбачив, що репутація і якість поезії Лонгфелло погіршаться.
Едгар Аллан По став першим американським поетом, що став популярнішим в Європі, аніж в Сполучених Штатах Америки. У Франції, протягом майже 20 років, видатний поет Шарль Бодлер перекладав твори По французькою мовою. Його точні переклади поширили роботи По всією Європою.
Ранні детективні новели про слідчого Огюста Дюпена заклали фундамент для подальшого розвитку детективного жанру загалом. Сер Артур Конан Дойл казав: «Кожне з детективних оповідань По — це корінь, з якого зросла література загалом….. Де були детективи до того, як По вдихнув у них життя?». Твори письменника також значно вплинули на формування наукової фантастики, вельмишановний Жуль Верн написав сиквел до роману «Повість про пригоди Артура Гордона Піма». Герберт Уеллс вважав: «„Пригоди Артура…“ розповідають, що міг уявити дуже ерудований розум про Південний полюс століття тому».
Творчість письменника, хоч би як повно відбивалася в ньому його особистість, не обмежується «психологічною автобіографією». Як новеліст По всерйоз показав себе в оповіданні «Рукопис, знайдений у пляшці» (1833). У традиції незвичайних морських подорожей написано оповідання «Падіння в Мальстрем» (1841) і єдина «Повість про пригоди Артура Гордона Піма» (1838). До «морських» творів належать оповідання про пригоди на суші й у повітрі: «Щоденник Джуліюса Родмена» — вигаданий опис першої подорожі через Скелясті гори Північної Америки, зробленої цивілізованими людьми (1840), «Дивовижна пригода Ганса Пфааля» (1835), «Історія з повітряною кулею» (1844) про нібито здійснений переліт через Атлантику. Ці твори — не тільки історії про незвичайні пригоди, але й пригоди творчої фантазії, алегорії постійної драматичної подорожі в незвідане. Завдяки ретельно розробленій системі деталей досягалося враження достовірності й матеріальності вимислу. У «Висновку» до «Ганса Пфааля» По сформулював принципи того виду літератури, що згодом назвуть науково-фантастичним.
Художній зміст таких оповідань, як «Лі-гейя» (1838), «Падіння будинку Ашерів» (1839), «Маска Червоної смерті» (1842), «Колодязь і маятник» (1842), «Чорний кіт» (1843), «Барило амонтільядо» (1846), звичайно, аж ніяк не вичерпується картинами жахів, фізичних страждань. Зображуючи різні екстремальні становища й виявляючи реакції героїв на них, письменник доторкнувся до тих ділянок людської психіки, що їх нині вивчає наука.
Як і творчість багатьох митців, твори По породили незчисленних послідовників. Заслуговує на увагу одна цікава тенденція серед імітаторів — дехто з них стверджував, що отримував нові твори від духу По. Найточніше зафіксований випадок із Ліззі Дотен, яка в 1863 році опублікувала збірку «Вірші з Світу Духів». Вірші в збірці були переробленими відомими поезіями По, але відбивали інший, позитивний світогляд.
Тим не менш, По не тільки хвалили, але також і добряче критикували. Це було частково пов'язано з негативним сприйняттям характеру По та його впливу на репутацію. Вільям Батлер Єйтс періодично критикував письменника і одного разу назвав його вульгарним. Олдос Хакслі писав, що поезія По «падає в вульгарність» через свою «надмірну поетичність», що є еквівалентом надягнутого на кожен палець діамантового персня. Трансценденталіст Ральф Волдо Емерсон, за його словами, «нічого не побачив» в Вороні.
Вважається, що збереглося 12 копій збірки «Тамерлан та інші поезії». У грудні 2009 року, один із примірників був проданий на аукціоні «Крістіз» в Нью Йорку за рекордну суму 662 500 доларів.
«Еврика: прозова поема», есе, написане в 1848 році, в якому описана космологічна теорія, що пророкувала Великий Вибух через 80 років і була першим достовірним вирішенням парадоксу Ольберса. По свідомо відмовився від наукового методу в «Евриці…» і керувався чистою інтуїцією. Сам він відносив цю роботу до мистецтва, а не науки. Однак, «Еврика..» переповнена науковими помилками. У деталях здогадки По суперечили провідним ідеям Ісаака Ньютона.

## Вплив Едгара Аллана По на формування літератури
- Роман «Чорний трон» відомого американського письменника-фантаста Роджера Желязни, оснований на фактах життя По, а також там є численні згадки про його творчість і героїв, створених По.
- Перший розділ книги Габріель Вітткоп «Зразкова Смерть» (1998) реконструює події, які сталися в останні дні життя Едгара По. Глава називається «Балтимора Ночі».
- У книзі Сьюзен Хаббард (англ. Susan Hubbard) «Інша» згадується Едгар По і наводяться уривки з його вірша «Аннабель Лі».
- У «Марсіанських хроніках» (1950) Рея Бредбері є глава «Квітень 2005. Ешер II», в якій цінитель творчості письменника мстить за спалення книг По в дусі його страшних оповідань.
- Гарольд Шехтер написав ряд фантастико-детективних «містерій в дусі Едгара По» («Маска Червоної Смерті», «Говіркий небіжчик» тощо), головним персонажем яких є детектив-літератор Едгар А. По.

## Вплив Едгара Аллана По на розвиток кінематографу та телебачення
- Після кількох картин епохи німого кіно, в 1930-х роках вийшла серія фільмів за творами Едгара Аллан По.
- У 1960-х роках Роджер Корман зняв цикл кінострічок за мотивами творів Аллана По, в більшості з яких головну роль зіграв Вінсент Прайс. (див. Падіння дому Ашерів)
- Едгар Аллан По і його вірш «Ворон» кілька разів згадуються в анімаційній короткометражці «Вінсент», режисер якої, Тім Бертон, дуже симпатизує творчості письменника.
- У фільмі «Ворон» головний герой цитує рядки з однойменного вірша По.
- У мультфільмі «Сімпсони», в серії «Хата жахів» Ліза читає вірш Едгара Алана По «Ворон».
- У серіалі «Послідовники» (2013), головний антигерой — Джо Керол, колишній професор коледжу, викладав роботи Едгара По і паралельно вбивав молодих жінок у славу романтизму.
- У 2014 році Бред Андерсон зняв фільм «Оселя проклятих» — інтерпретацію оповідання «Система доктора Смоля і професора Перро».

## Вплив Едгара Аллана По на формування сучасної музики та його вшанування у музичних творах
- У 1988 р. в альбомі «Ainsi soit je …» популярної французької співачки Мілен Фармер, 3-м треком вийшла пісня «Allan» присвячена Едгару Аллану По. Пізніше, в 1989 р. Фармер виконала її у своєму концертному турне і вона вийшла live-синглом.
- На рахунку гурту «The Alan Parsons Project» є альбом «Tales of Mystery and Imagination» (1976), присвячений життю і творчості Едгара По.
- У пісні гурту «The Beatles», «I Am the Walrus» (альбом «Magical Mystery Tour») згадується Едгар По.
- У пісні гурту «Green Day», «St. Jimmy» (альбом «American Idiot») також згадується По.
- Американський dark neoclassical дует «Nox Arcana» випустив в 2007 році альбом «Shadow of the Raven», присвячений творчості Едгара Аллана По.
- Одна з пісень хард-рок гурту «Iron Maiden», альбом «Killers» має назву знаменитого детективного оповідання «The Murders in the Rue Morgue» (1841).
- У фінського симфо-пауер-метал гурту «Nightwish» є композиція «The Poet and the Pendulum», яка є відсиланням на оповідання Едгара По «Колодязь і маятник» (англ. «The Pit and the Pendulum»).
- Фронтмен фінського гурту «HIM» Вілле Вало зробив собі татуювання на спині у вигляді очей Едгара По.
- Одна з пісень німецького хеві-метал гурту «Grave Digger» має назву «Raven» і заснована на вірші «Ворон» Едгара Аллана По.
- У дискографії Пітера Хеммілла є рок-опера «The Fall of the house of Usher», написана в 1970-х роках і побачила світ у 1991 році, за однойменним твором По «Падіння будинку Ашерів».
- Пісня гурту «Gregorian» «The Raven» заснована на сюжеті поеми Едгара По «Ворон».

## Вшанування слави письменника
- Команда з американського футболу «Балтимор Рейвенс» названа на честь однойменного твору автора.[51] Талісманами є три ворони, яких звуть Алан, Едгар і По.
- Едгар Алан По, можливо, є автором містифікації, відомої під ім'ям «Криптограми Бейла», зміст яких не розгадано донині.
- На честь Едгара По названий кратер на Меркурії.
- На честь письменника названо астероїд 17427 По.
- Щороку, в день народження Едгара По, його могилу відвідує таємний шанувальник.

### Пам'ятники
1921 року за ініціативою спілки пам'яті Едгара По у Балтиморі було встановлено скульптуру роботи Мозеса Езекіля. Організація пропонувала встановити пам'ятник у 1909 році, на честь століття з дня народження письменника, але через нестачу коштів, декількох нещасних випадків і початок Першої світової війни, його було зведено лише 12 років по тому. 1986 року пам'ятник перенесли з Вайман-Парку на площу навпроти корпусу юридичного факультету Балтиморського університету, де він стоїть і сьогодні.
Пам'ятник роботи Чарльза Руді, виконаний на особисті кошти прихильника таланту По, доктора Джорджа Едварда Барксдейла, було передано в подарунок «жителям Вірджинії» і встановлено 1959 року. Бронзова статуя письменника на постаменті з рожевого граніту знаходиться на площі капітолія штату Вірджинія в Ричмонді.
На честь 165 років від дня смерті письменника, 5 жовтня 2014 року, в Бостоні було відкрито пам'ятник «По, що повертається у Бостон». Бронзова статуя у повний ріст роботи Стефані Рокнак зображає По з валізою у руці, що йде в напрямку будинку, де жили батьки письменника в перші роки його життя; поряд з ним летить ворона. Пам'ятник виконано і встановлено за кошти бостонських організацій: Фонду Едгара По і Художньої комісії міста, а також за пожертвування письменника Стівена Кінга.

## Таємничий прихильник Едгара Аллана По
Загадкова особистість, яка щорічно відвідує могилу Едгара Аллана По в день його народження, 19 січня, для вшанування пам'яті генія. Ця традиція бере початок з 1949 року, коли перший таємний прихильник відвідав могилу на цвинтарі Вестмінстерської пресвітеріанської церкви в Балтиморі, штат Меріленд. Він виконував цей ритуал до самої своєї смерті в 1998 році, після чого традиція була продовжена його «спадкоємцем». Залишені на могилі новим таємничим прихильником записки неоднозначного змісту викликали у деяких людей негативні почуття. Іноді записки містили слова шани до письменника — «Едгар, я пам'ятаю про тебе». 1993 року була залишена таємнича записка такого змісту: «Смолоскип перейде до іншого». Що, можливо, вказувало на серйозну хворобу чи наближення смерті першого прихильника. Хоч би як там було, а 19 січня 2010 року таємничий прихильник взагалі не прийшов на могилу великого Едгара Аллана По.

## Вибрана бібліографія
| Оповідання - «Чорний кіт» - «Барильце амонтильядо» - «Береніка» - «У полоні Мальстрему» - «Правда про історію з містером Вальдемаром» - «Падіння дому Ашерів» - «Золотий жук» - «Жабеня» - «Чортик протиріччя» - «Лігейя» - «Маска Червоної Смерті» - «Морелла» - «Вбивства на вулиці Морг» - «Овальний портрет» - «Провалля і маятник» - «Поховані живцем» - «Викрадений лист» - «Система доктора Смолла і професора Піріа» - «Серце виказало» - «Король Чума» - «Острів Феї» - «Дивовижна пригода Ганса Пфааля» - «Окуляри» | Поезія - «Аль Аарааф» - «Аннабель Лі» - «Дзвони» - «Місто серед моря» - «Хробак-Переможець» - «Мрія без мрії» - «Ельдорадо» - «Палац з привидами» - «До Єлени» - «Лінор» - «Тамерлан» - «Ворон» - «Улялюм» |

Інші твори
- Поліціан (1835) — єдина п'єса Едгара Аллана По.
- Оповідь Артура Гордона Піма (1838) — єдиний завершений роман По[56][57].
- «Філософія композиції» (1846) — есе
- Еврика (1848) — есе
- «Поетичні принципи» (1850) — есе
- «Маяк» (1849) — останній, незавершений твір Едгара По

## Українські переклади
- «Новели» Е. По в перекладі І. Петрушевича (1899) (у серії «Артистично-літературні новини»);
- Вибрані твори / Пер. Майка Йогансена, Бориса Ткаченка. — Харків, 1928;
- Повість Артура Ґордона Піма з Нантукету, де докладно описується бунт і люту різню на борту американського бриґа «Ґрампус». — Харків, 1928;
- Золотий жук. — Київ, 1972;
- Мовчання: Баснь / Пер. Майка Йогансена // Прапор. — 1989. — №. 1. — С. 89—92;
- Листи: до Вільяма По (від 20 серпня 1835 р.), до Вірджінії По (від 12 червня 1846 р.), до Джорджа Евелета (від 4 січня 1848 р.) / Пер. Сергія Вакуленка // Прапор. — 1989. — №. 1. — С. 92—95;
- Золотий жук: Оповідання та повісті. — Київ, 2001. ISBN 966-578-031-X;
- Чорний кіт: Оповідання. — Київ, 2001. ISBN 966-578-026-3;
- Золотий жук. Провалля і маятник / Пер. Ростислава Доценка. — Київ, 2003. ISBN 966-01-0251-8;
- Ельдорадо: Поетичні твори / Пер. Анатолій Онишко. — Тернопіль, 2003. ISBN 966-692-289-4;
- Провалля і маятник: Оповідання, поезії. — Харків, 2006. ISBN 966-03-2350-6;
- Золотий жук: Оповідання / Пер. Юрія Лісняка, Ростислава Доценка. — Київ, 2010. ISBN 978-966-339-888-4;
- Провалля і маятник: Оповідання / Пер. Ольги Федорченко, Валерії Столяренко. — Київ, 2012. ISBN 978-617-538-165-6;
- Вбивства на вулиці Морг / Пер. Андрія Пехника. — Київ: Знання, 2014. ISBN 978-617-07-0185-5;
- Чорний кіт та інші історії / Пер. Галини Пехник. — Київ: Знання, 2015. ISBN 978-617-07-0325-5;
- Едґар Аллан По. Повне зібрання прозових творів. Том 1 / Пер. Ростислав Доценко, Олена Фешовець, Остап Українець, Катерина Дудка. — Видавництво Жупанського, 2020. ISBN 978-617-7585-23-6;
- Вірш «Оповита сном» / Пер. Марії Слободяник. — Сайт «Буквоїд», 2024
- Кикоть В. М. Американська поезія у перекладах Валерія Кикотя. Київ : Видавничий дім «Кондор», 2020. 180 с. [Укр., англ. мови]. ISBN 978-617-7939-17-6.[сторінка?]

## Екранізації
- За мотивами оповідання Едгар Аллан По «Маска Червоної Смерті» російський режисер Володимир Гардін створив фільм «Привид блукає Європою» (1922).
- За мотивами новели «Лігейя», Michael Staininger зняв однойменний фільм, жанр: жахи, трилер (2009).
- Також використовуються рядки з Аллана По в мультсеріалі Романа Диргема «Ленор. Маленька мертва дівчинка», 2001 рік, США.
- 1935 — Ворон
- 1962 — Історії жаху
- 2012 — Ворон
- 2015 — Незвичайні історії (Extraordinary tales). Повнометражна анімаційна стрічка режисера Рауля Ґарсія, збірка екранізацій новел Едґара По: «Падіння дому Ашерів», «Серце виказало», «Правда про історію з містером Вальдемаром», «Провалля і маятник», «Маска Червоної Смерті».
- 2023 — «Падіння дому Ашерів», мінісеріал.